# Liste von Parks in Amsterdam
Dieser Artikel umfasst eine relativ vollständige Liste der Parks in der niederländischen Stadt Amsterdam.

## Hauptparks

### Vondelpark
Der größte und meistbesuchte Park der Stadt ist der Vondelpark. Er liegt in der Nähe des Marnixplein und ist nach Joost van den Vondel benannt, einem Amsterdamer Schriftsteller des 17. Jahrhunderts.

### Beatrixpark
Der Beatrixpark ist nach Königin Beatrix benannt.

### Sarphatipark
Der Sarphatipark befindet sich im Stadtviertel Amsterdam Oud-Zuid. Er ist nach Samuel Sarphati benannt. Da Sarphati Jude war, wurde der Park durch die deutschen Besatzer zwischen 1942 und 1945 nach G. J. P. J. Bolland „Bollandpark“ genannt.

### Oosterpark
Der Oosterpark befindet sich im Stadtteil Oost. Er ist der erste große Park, der von der Stadt Amsterdam angelegt wurde. Er ist ein englischer Garten und wurde vom niederländischen Landschaftsarchitekten Leonard Anthony Springer entworfen und 1891 angelegt.

### Park Frankendael
Der Park Frankendael liegt östlich des Middenweges südlich des Oosterparks.

### Rembrandtpark
Der Rembrandtpark liegt nordwestlich des Vondelparks.

### Westerpark
Der Westerpark befindet sich im Stadtteil Westerpark. Er liegt am ehemaligen Gaswerk Westergasfabriek am Haarlemmerweg.

### Flevopark
Der Flevopark liegt östlich des Zentrums in der Indische Buurt. Er beinhaltet große Rasenflächen, Laufwege, einen Spielplatz, ein Jugendzentrum namens Jeugdland, ein Schwimmbad und andere Einrichtungen.

### Amsterdamse Bos
Das Amsterdamse Bos liegt zwischen Amsterdam und Amstelveen. Dieser Park ist ungefähr dreimal größer als der New Yorker Central Park.

### Amstelpark
Der Amstelpark befindet sich im Stadtteil Amsterdam-Zuid und beherbergt die 1636 erbaute Windmühle Rieker.

### Hortus Botanicus
Hortus Botanicus wurde 1638 gegründet und ist einer der ältesten botanischen Gärten der Welt. Es befindet sich in der Plantagebuurt und ist eine wichtige Touristenattraktion.
Es wurde ursprünglich als Kräutergarten für Ärzte und Apotheker angelegt und enthält heute mehr als 6000 tropische und einheimische Bäume und Pflanzen. Das monumentale Palmenhaus stammt aus dem Jahr 1912 und ist bekannt für seine Sammlung von Palmfarnen.
Der sechseckige Pavillon stammt aus dem späten 17. Jahrhundert. Das Eingangstor wurde in den frühen 1700er Jahren gebaut. Die Orangerie stammt aus dem Jahr 1875, und das Palm House und das Hugo de Vries Laboratory – beide in expressionistischer Architektur der Amsterdamer Schule erbaut – stammen aus den Jahren 1912 und 1915.

### Wertheimpark
Der Wertheimpark grenzt nordöstlich an den Hortus Botanicus.

### Martin-Luther-Kingpark
Der Martin-Luther-Kingpark liegt am Nordufer der Amstel.

### Sloterpark
Der Sloterpark liegt westlich von Central und am östlichen Ufer von Sloterplas.

### Frederik Hendrikplantsoen
Frederik Hendrikplantsoen liegt zwischen den Vierteln Jordaan und Frederik Hendrikbuurt und ist nach Frederik Hendrik, dem Sohn von Prinz Wilhelm von Oranien-Nassau, benannt. Im Jahr 2015 wurde der Park einer umfassenden Neugestaltung und Umgestaltung unterzogen, einschließlich der Installation eines weitläufigen Kinderspielbereichs und von Statuen des Künstlers Joep van Lieshout, die die Geschichte des Viertels erzählen, in dem sich im 18. und 19. Jahrhundert das Herzstück der Amsterdamer Holz- und Sägewerksindustrie befand.

## Das Folgende ist eine umfassendere Liste
Amstelpark, Amsterdamse Bos, Baanakkerspark, Beatrixpark, Bijlmerweide, Darwinplantsoen, De Noorderparkkamer, Diemerpark, Eendrachtspark, Eerste Marnixplantsoen, Erasmuspark, Flevopark, Florapark, Frederiksplein, Frederik Hendrikplantsoen, Gaasperpark, Gerstein, Geuzen, Amsterdam, Nelson Mandelapark, Observatorium Noord, Oeverpark, Oosterpark, Schinkeleilandenpark, Piet Wiedijkpark, Pijporgel, Rembrandtpark, Rosarium Noorderpark, Sarphatipark, Schellingwouderpark, Siegerpark, Sloterpark, Trekpontje, Treurwilg, Vliegenbos, Volewijckpark, Wondwilg, Vliegenbos und Windmolenpark.